# B-1,4-manozil-glikoprotein 4-b-N-acetilglukozaminiltransferaza
B-1,4-manozil-glikoprotein 4-b--acetilglukozaminiltransferaza (EC 2.4.1.144, N-acetilglukozaminiltransferaza III, N-glikozil-oligosaharid-glikoprotein N-acetilglukozaminiltransferaza III, uridin difosfoacetilglukozamin-glikopeptid beta4-acetilglukozaminiltransferaza III, beta-1,4-manozil-glikoprotein beta-1,4-N-acetilglukozaminiltransferaza, GnTIII) je enzim sa sistematskim imenom UDP-N-acetil--glukozamin:beta-D-manozil-glikoprotein 4-beta-N-acetil--glukozaminiltransferaza. Ovaj enzim katalizuje sledeću hemijsku reakciju
UDP--acetil--glukozamin + beta-D-manozil-R {\displaystyle \rightleftharpoons } UDP + 4-(N-acetil-beta-D-glukozaminil)-beta-D-manozil-R
'R označava ostatak N-vezanog oligosaharida u glikoproteinskom akceptoru.

## Literatura
- Nicholas C. Price; Lewis Stevens (1999). Fundamentals of Enzymology: The Cell and Molecular Biology of Catalytic Proteins (Third изд.). USA: Oxford University Press. ISBN 019850229X.
- Eric J. Toone (2006). Advances in Enzymology and Related Areas of Molecular Biology, Protein Evolution (Volume 75 изд.). Wiley-Interscience. ISBN 0471205036.
- Branden C; Tooze J. Introduction to Protein Structure. New York, NY: Garland Publishing. ISBN 0-8153-2305-0.
- Irwin H. Segel. Enzyme Kinetics: Behavior and Analysis of Rapid Equilibrium and Steady-State Enzyme Systems (Book 44 изд.). Wiley Classics Library. ISBN 0471303097.
- William P. Jencks (1987). Catalysis in Chemistry and Enzymology. Dover Publications. ISBN 0486654605.

## Spoljašnje veze
- Beta-1,4-mannosyl-glycoprotein+4-beta-N-acetylglucosaminyltransferase на 